# Althanský palác
Althanský palác (dříve známý jako Starhemberský či Valdštejnský palác) je architektonická památka ve Znojmě. Bavorský rod Althanů, po němž nyní nese jméno, je spojen také s přestavbou původně gotického Vranovského zámku do jeho barokní podoby. Palác je kulturní památkou od roku 1973.

## Historie
Za švédských válek v zimě na přelomu roku 1631 a 1632 přebýval v tomto paláci Albrecht z Valdštejna, který ve Znojmě naverboval šedesátitisícovou armádu a vyjednával z paláce s císařem Ferdinandem II. o kořisti z podmaněných území. Císař, postrašen neúspěchy na bojištích třicetileté války, jmenoval nakonec vévodu generalissimem svých armád. Říká se, že na střeše paláce dal pověrčivý Valdštejn zřídit astrologickou observatoř a italský hvězdopravec Seni se pokoušel vyčíst z hvězd jeho osud. Za svého působení ve Znojmě vydal Albrecht z Valdštejna také dva patenty.
Roku 1723 se při návratu z pražské korunovace ubytoval v paláci císař Karel VI. Při příležitosti oslavy korunovace a jmenin císařovny Alžběty Kristýny byla ve Znojmě poprvé uvedena opera Svornost planet (Concorida dei´Pianeti) italského hudebního skladatel Antonia Caldary na libreto italského básníka Prescimonia. Antonio Caldara právě každý rok skládal velkou operu k jmeninám císaře a díla menší velikosti k narozeninám císařovny. Jeho opery měly prakticky stejný děj – k oslavě panovníka sloužila zvláště témata z řecké mytologie, děj byl tedy zasazen na horu Olymp, kde podle mytologie sídlili v dávných časech bohové, kteří ve „Svornosti planet“ sestupují z Olympu na zem, aby v závěru vzdali hold královskému páru. 
Původně patřil dnešní Althanský palác do rukou rodu Starhembergů. Hrabě Maxmilián Vavřinec započal výstavbu měšťanského paláce roku 1607 na místě tří měšťanských domů jako reprezentativního šlechtického městského sídla. Umělecky hodnotná fasáda z druhé poloviny 17. století je členěna vysokým řádem korintských pilastrů zakončeným atikou, střed tvoří sloupkovitý portál s balkónem, nad kterým je umístěn hraběcí erb rodu Althanů, jimž palác patřil od roku 1860, jmenovitě Michalu Janovi, hraběti z Althanu.
Někdy kolem roku 1712, kdy dům užíval znojemský hejtman Michal Ehrenreich, hrabě z Althanu, se stal palác úřední budovou. Ještě v meziválečném období sloužil jako budova Okresního hejtmanství, dlouho po druhé světové válce zde sídlil Okresní národní výbor, nakonec kolem roku 1970 ředitelství Okresního podniku služeb – po celou tuto dobu byl Althanský palác ve vlastnictví státu a velmi chátral. 
V roce 1997 byl palác nabídnut městu Znojmu, které ale na nákladnou rekonstrukci nemělo prostředky, proto se ocitl znovu v soukromém vlastnictví, tentokrát místního zájemce, který ale také nebyl schopen podniknout žádné radikální kroky k záchraně. Počátkem třetího tisíciletí byl palác opět v držení města Znojma. Až do roku 2001 palác nadále chátral, než se ocitl znovu v soukromém vlastnictví. Po nákladné rekonstrukci objektu, probíhající v letech 2001 až 2006, která dodržovala původní technologie, díky nimž byl zachován historický ráz budovy, byla na podzim roku 2006 v přízemí paláce otevřena luxusní restaurace a roku 2008 i hotel.